# The First Night
"The First Night" är en R&B-låt framförd av den amerikanska tonårssångerskan Monica, komponerad av Jermaine Dupri, Tamara Savage, Marilyn McLeod och Pam Sawyer för Monicas andra studioalbum The Boy Is Mine.
I "The First Night" sjunger framföraren att hon aldrig involverar sig i något romantiskt på första dejten. Låten, som är i upptempo, samplar Diana Ross' "Love Hangover" från 1976. Spåret gavs ut som den andra singeln från Monicas album den 7 juli 1998. "The First Night" blev en smash-hit i USA, Storbritannien och Kanada. Den debuterade på USA:s R&B-lista Hot R&B/Hip-Hop Songs den 15 augusti. Därefter tog sig singeln från en fjärde plats till toppen på listan. På Billboard Hot 100 debuterade låten på en 14:e plats och tog sig sex veckor senare till toppen på den listan också. Detta upprepades ytterligare gånger på Billboards förgreningslistor där "The First Night" dominerade förstaplatserna i flera veckor. Följt av duetten "The Boy Is Mine" med Brandy, en Grammy Award-nominerad listetta, blev "The First Night" Monicas första listetta som soloartist. Singeln blir också en av hennes framgångsrikaste hittills i karriären.
År 2007 fanns låten med på Jermaine Dupris samlingsalbum Y'all Know What This Is... The Hits.

## Format och innehållsförteckningar
- Amerikansk CD/Kassett singel

1. "The First Night" - 3:55
2. "'Cross the Room" - 3:51

- Brittisk 3 låtars CD-Singel

1. "The First Night"  3:55
2. "Before You Walk Out of My Life" - 4:53
3. "Like This and Like That" - 4:41

- Amerikansk remix utgåva (CD-singel)

1. "The First Night" (So so def remix)
2. "The First Night" (Booker T vocal Mix)
3. "The First Night" (Razor N' Guido radio edit)
4. "The First Night" (Razor N' Guido club mix)

## Listor
| Lista (1998)                                    | Topposition |
| ----------------------------------------------- | ----------- |
| Australian ARIA Singles Chart                   | 30          |
| Kanadas singellista                             | 6           |
| Hollands singellista                            | 22          |
| Eurochart Hot 100 Singles                       | 29          |
| Franska singellistan                            | 41          |
| Tyska singellistan                              | 63          |
| Irländska singellistan                          | 30          |
| New Zealand RIANZ Singles Chart                 | 15          |
| UK Singles Chart                                | 6           |
| U.S. Billboard Billboard Hot 100                | 1           |
| U.S. Billboard Hot R&B/Hip-Hop Singles & Tracks | 1           |
| U.S. Billboard Hot Dance Club Play              | 1           |
| U.S. Billboard Hot Singles Sales                | 1           |
| U.S. Billboard Hot 100 Airplay                  | 18          |
| U.S. Billboard Rhythmic Top 40                  | 2           |